# Бельгия на зимних Олимпийских играх 1932
Бельгия принимала участие в Зимних Олимпийских играх 1932 года в Лейк-Плесиде (США) в третий раз за свою историю, но не завоевала ни одной медаль. Сборную страны представляли 5 человек: 4 мужчин и 1 женщина.
Самой молодой участницей сборной была 24-летняя фигуристка Ивонн де Линь, самым старшим участником сборной был 42-летний бобслеист Луи Ван Хеге.

## Результаты

### Фигурное катание
Соревнования по одиночному катанию среди женщин прошли 9 и 10 февраля в Лейк-Плэсиде на искусственном льду на катке Олимпийской арены.
Ивонн де Линь в одиночном катании заняла 6-е место, набрав 45,0 балла и уступив 38 баллов завоевавшей золото Соне Хени из Норвегии.

### Бобслей

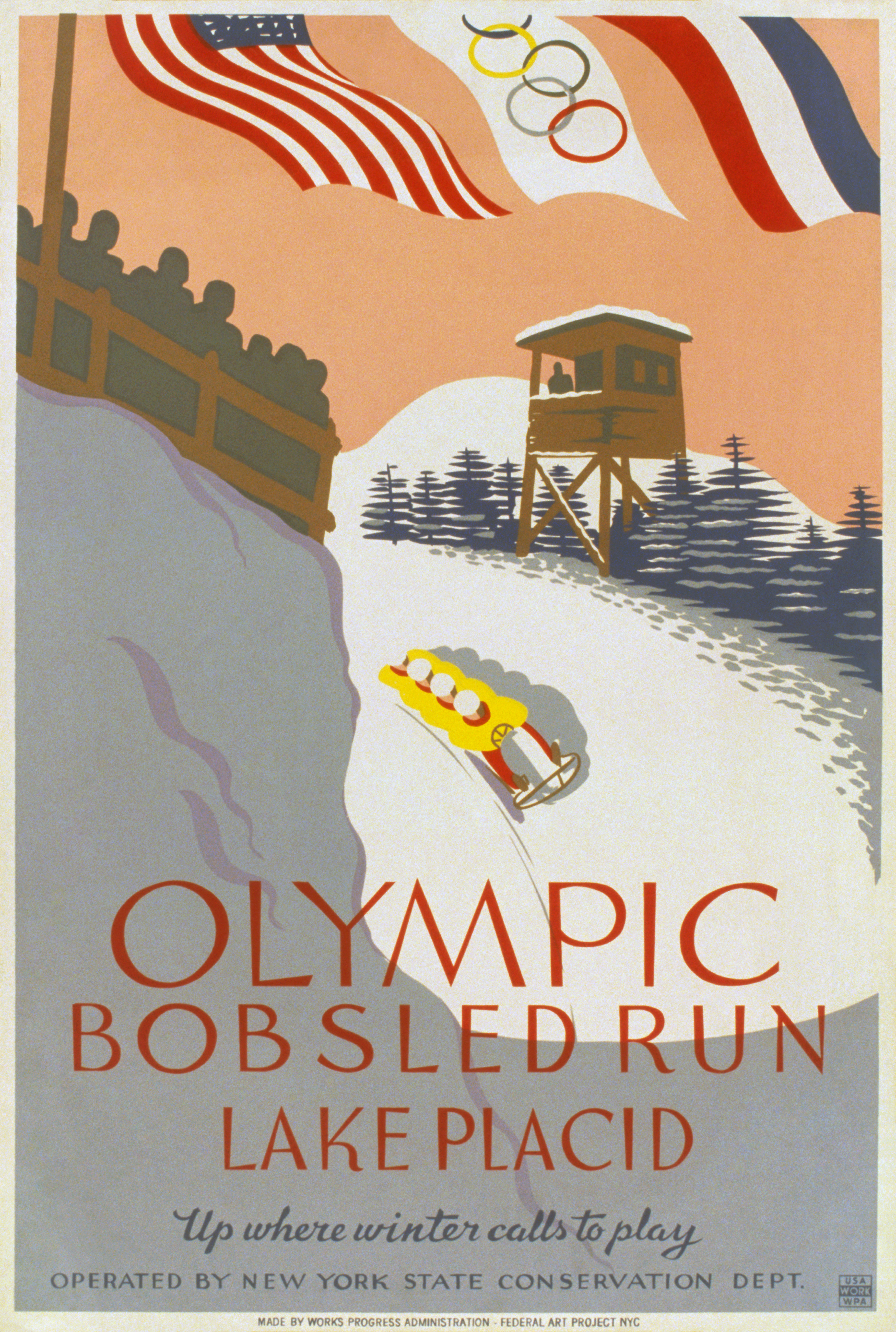
Плакат авторства Works Progress Administration, рекламирующий бобслейную трассу в Лейк-Плэсиде

Соревнования прошли с 9 по 15 февраля на олимпийской трассе у горы Ван Хувенберг, на которой проводятся соревнования не только по бобслею, но и по санному спорту и скелетону.

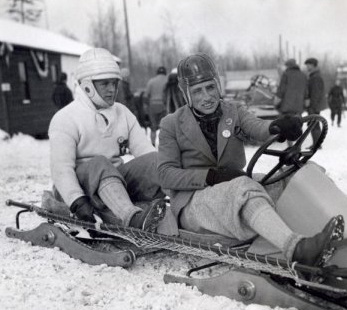
Ганс Айзенхут и Макс Убен на зимних Олимпийских играх 1932 года

Луи Ван Хеге был не только бобслеистом, но и футболистом, был капитаном клуба «Милан».

Мужчины
| Сани  | Спортсмены               | Соревнование     | 1 заезд | 1 заезд | 2 заезд | 2 заезд | 3 заезд | 3 заезд | 4 заезд | 4 заезд | Итог    | Итог  |
| Сани  | Спортсмены               | Соревнование     | Время   | Место   | Время   | Место   | Время   | Место   | Время   | Место   | Время   | Место |
| ----- | ------------------------ | ---------------- | ------- | ------- | ------- | ------- | ------- | ------- | ------- | ------- | ------- | ----- |
| BEL-1 | Макс Убен Луи Ван Хеге   | Двойки (мужчины) | 2:17.68 | 9       | 2:14.90 | 9       | 2:10.90 | 8       | 2:09.62 | 9       | 8:53.10 | 9     |
| BEL-2 | Кристиан Хансез Жак Маус | Двойки (мужчины) | 2:17.01 | 8       | 2:16.74 | 10      | 2:13.59 | 11      | 2:13.81 | 11      | 9:01.15 | 10    |